# Dennstaedtiaceae
Dennstaedtiaceae Lotsy è una famiglia di piante dell'ordine Polypodiales.

## Descrizione
Le Dennstaedtiaceae sono felci terrestri o in alcuni casi epifite. La morfologia delle foglie è piuttosto variabile da specie a specie così come quella dei sori. Questi possono essere lineari o circolari o a forma di ferro di cavallo. Spesso sono protetti dal margine fogliare ricurvo o da un indusio membranoso. La famiglia contiene specie con spore a forma di fagiolo o globose. Il genere più importante economicamente di Dennstaedtiaceae è Pteridium.
La felce aquilina (P. aquilinum) è considerata una delle peggiori piante infestanti del mondo ed è una specie invasiva aggressiva in alcune aree al di fuori del suo areale nativo. La felce aquilina invade aree aperte o disturbate con i suoi estesi rizomi ramificati, che possono crescere fino a circa 400 m di lunghezza. Poiché la pianta compete vigorosamente con altra vegetazione e le foglie contengono sostanze chimiche tossiche, i siti in cui questa felce si stabilisce diventano presto inadatti al pascolo del bestiame. I membri di altri generi della famiglia sono coltivati come piante ornamentali.

## Tassonomia
La famiglia comprende i seguenti generi:
- Blotiella R.M.Tryon
- Dennstaedtia Bernh.
- Histiopteris (J.Agardh) J.Sm.
- Hypolepis Bernh.
- Leptolepia Mett. ex Prantl
- Microlepia C.Presl
- Monachosorum Kunze
- Oenotrichia Copel.
- Paesia A.St.-Hil.
- Pteridium Gled. ex Scop.